# Міст Акінада

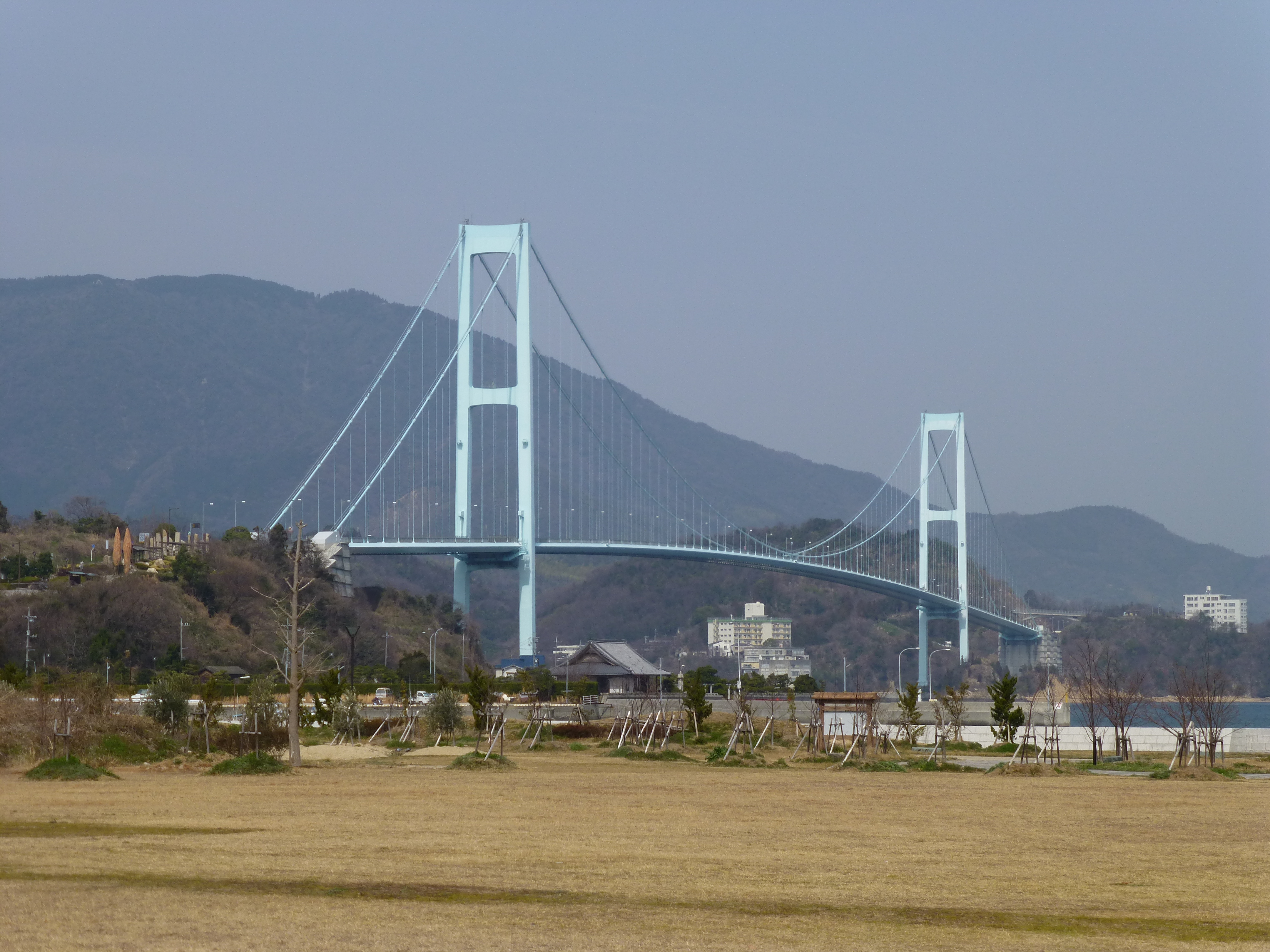
Міст Акінада (2009).

Мі́ст Акіна́да (яп. 安芸灘大橋, あきなだおおはし, акі-нада охасі, «Великий міст моря Акі») — підвісний міст в Японії, в префектурі Хіросіма. Прокладений між островами Хонсю, Менеко та Сімо-Камаґарі через протоку Менеко у Внутрішньому Японському морі. Загальна довжина — 1 175 м. Довжина прольоту — 750 м. Відкритий 18 січня 2000 року. Один із 8 мостів, що сполучають острови Ґеййо моря Акі з островом Хонсю. Порядковий номер — «1». Розташований на платному префектурному автошляху № 74, що сполучає райони Кавадзірі та Сімо-Камаґарі міста Куре.